# مقاطعة سانت تاماني (لويزيانا)
مقاطعة سانت تاماني (بالإنجليزية: St. Tammany Parish, Louisiana)‏ هي إحدى مقاطعات ولاية لويزيانا في الولايات المتحدة. تأسست سنة 1810، وتبلغ مساحتها 2912 كم2، بلغ عدد سكانها 233740 نسمة في عام 2010 حسب إحصاء مكتب تعداد الولايات المتحدة وتصل الكثافة السكانية فيها 106.7 نسمة/كم2.

## أعلام
- فنسنت الكسندر

## وصلات خارجية
- www.stpgov.org
- United States Counties